# Народний одяг Закарпаття
Народний одяг Закарпаття — традиційне вбрання українців Закарпатської області, яке зазнало зовсім незначних угорських, румунських, словацьких, польських та німецьких впливів. Традиційний убір Закарпаття охоплює вбрання гуцулів, лемків, бойків та долинян Закарпаття.

## Вбрання закарпатських гуцулів
За сучасними територіальними кордонами закарпатська Гуцульщина охоплює повністю Рахівський район. Попри однакову культуру та спільні риси в одязі, вишивці, закарпатських гуцулів можна поділити ще і на певні територіальні округи з певними особливостями в оздобленні одягу: ясінський, рахівський, великобичківський та богданівський. Ясінський округ розташований в долині річки Чорна Тиса та її приток. Сюди належать села: Чорна Тиса, Лазещина, Ясіня, Стебний, Кваси, Сітний, Тростянець та Білин. Богданський округ розташований в долині Білої Тиси. До нього належать: Богдан, Розтоки, Видричка, Луги, Говерла, Тищора, Бребоя. Рахівський округ розташований в долині річки Тиса. До нього входять села: Рахів, Вільховатий, Костилівка, Росішка, Поляна, Луг. До Великобичківського округу входять наступні поселення: Великий Бичків, Стримба, Верхнє Водяне, Кобилецька Поляна та інші поселення румунської частини Гуцульщини.
Види вбрання
Вишита сорочка (кошуля) — сорочка «руського крою» була тунікоподібною, з невеличким коміром-стійкою та прямими рукавами на манжетах. Сорочку підперізували крайкою, яку пов'язували на лівому боці. Вишивкою прикрашали: комірець-стійку, пазуху, манжети, вставки. В деяких місцях вишивався також поділ сорочки.
Кожушок (кептар) — традиційний жіночий та чоловічий «цифрофаний» білий кожушок без рукавів.
Сердак — традиційний верхній одяг, спільний для усіх гірських мешканців. Сердак в залежності від регіону мав різні кольори і різну вишивку.
Гугля — традиційний верхній одяг, рід плаща-накидки.
Кожух — зимовий вид одягу; короткий кожух з довгими рукавами.
Черес (пояс) — широкий шкіряний ремінь.
Гуня — пухнастий кожух із овечої шерсті.
Гати, холошні — чоловічий вид одягу, гати — літні штани, холошні — шерстяні зимові штани, які одягалися поверх гатів і були чорного, темно-синього та темно-червоного кольорів. Носили також шкіряні штани (дублені).
Пунчохи (капчурі, капці) — могли бути червоного, чорного та білого кольору, зверху одягали бочкори.

### Чоловічий одяг
Гуцули носили лляну або конопляну сорочку довжиною до стегна, без коміра, в більшості по штанях. Сорочка мала розтин спереду та мосяжний ґудзик, на який згори застібалася. Зверху по сорочці носили білий м'який кожушок без рукавів, розшитий кольоровою шкірою, у вигляді тюльпанів. Спереду кожушок був розшитий двома рядами мідних ґудзиків. До коміра на довгих білих шнурках були пришиті червоні або зелені дармовиси, які закидали на спину. По кептарю носили крашені сердаки та білі гуглі. Як захист від холоду та спеки носили шубу без рукавів, яку вивертали також хутром наверх. Влітку носили білі лляні штани (вбрання), а взимку шерстяні облягаючі холошні: до коліна білі, а від коліна коричневі, а також чорні, сині, червоні. На поясі носили вузький ремінь з мідних пластинок, а зверху шкіряний широкий темно-червоного кольору черес, який використовувався і для збереження грошей, документів, тощо. На ремені носили також велику шкіряну сумку, в яку ховали люльку, тютюн.
На голові носили чорні фільцові капелюхи — кресані, взимку клепані — шапки з вухами. На ногах носили шкіряні постоли а також бочкори — з загостреними носами, які одягали поверху вовняних плетених капчурів (панчох), білого, чорного, червоного (рідше). Волосся носили довге і змащували його жиром та пивом.

### Жіночий одяг

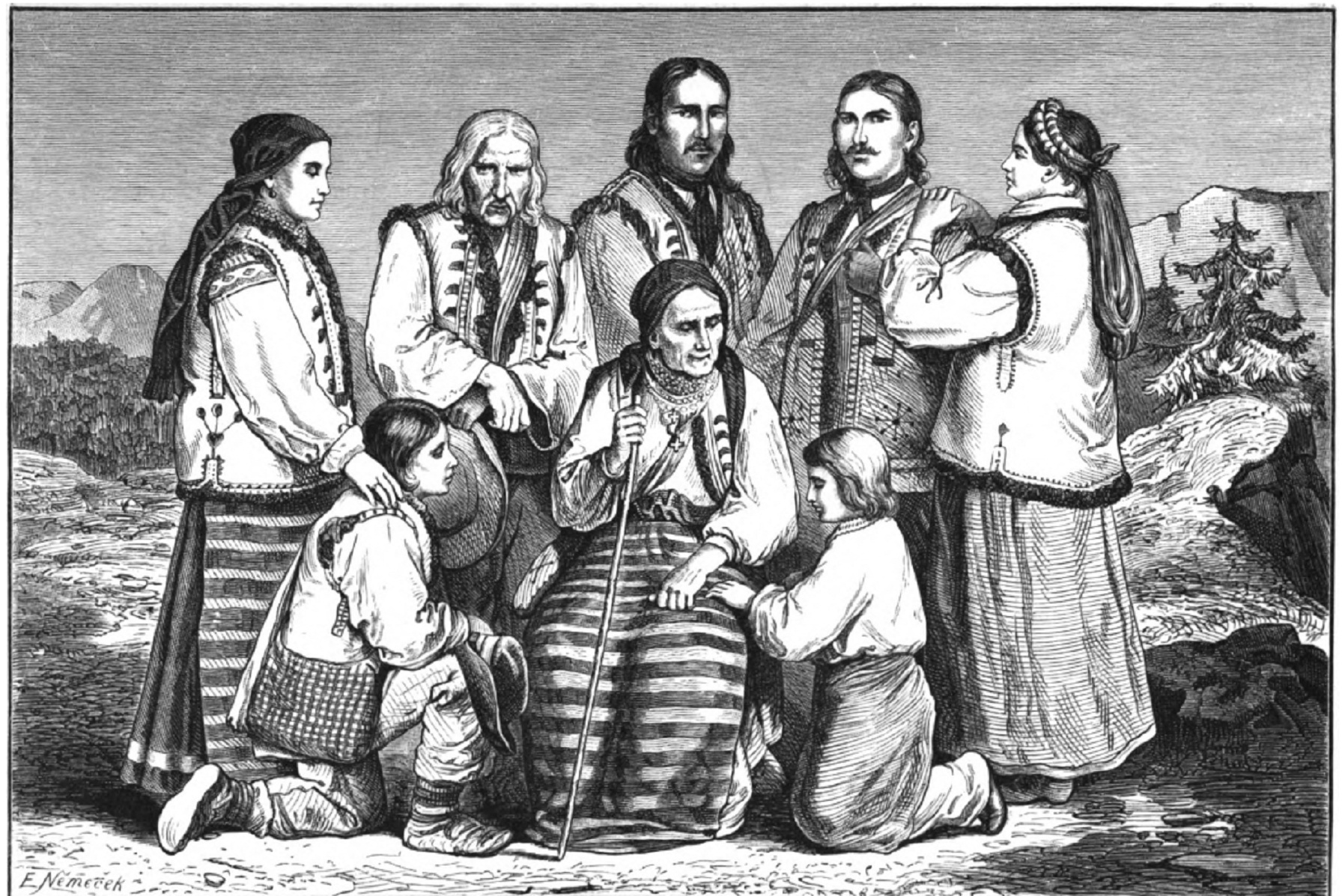

Жінки носили довгі до кісточок сорочки, вишиті на вставках. Сорочки підперізувались плетеними з шерсті крайками, в які додавалась також золота нитка. Замість спідниці носили дві запаски. А також носили постоли, панчохи, цифровані кожушки та зимою кожухи. Запаски ткали з тонкої червоної вовняної нитки, з додаванням зеленої та жовтої, а також металевої срібної чи золотої. Такі запаски відрізнялися відтінками та тканим узором. Вони пов'язувалися так, щоб передня запаска заходила на задню і щоб їхні краї не дуже розходились. Святковим поясним одягом гуцулок були сукні — сині або зелені спідниці обшиті галунами. На шиї носили силянки та мониста з 8-9 ниток. Хустки та білі намітки носили тільки одружені жінки.

## Вбрання долинян Закарпаття
Види вбрання
Лейбик — чорна камізелька без рукавів.
Вуйош — коротка куртка білого кольору.
Гуня (петек) — плащ-накидка.
Бунда — шкіряне верхнє вбрання з рукавами або без, білого або червоного кольору, оздоблене стрічками, вишивкою та хутром.
Кожух

#### Вишита сорочка долинян Закарпаття
Жіноча сорочка
Жінки з Тячівського, Хустського та Міжгірського районів до 1940-х—50-х років вбиралися в додільну сорочку — «довганю», а також з початку XX століття на Міжгірщині і Тячівщині — у короткі сорочки до стану з крамного полотна (їх вбирали до спідниць).
Додільні сорочки у закарпатській долині шили з 4-7 пілок полотна, яке могло бути конопляне, лляне або з суміші конопляних і бавовняних ниток; різного ступеня вибілення.
Жіночі сорочки були оздоблені вишивкою на рукавах, зап'ясниках, «фодрах» (викінчення рукавів у вигляді воланів), на вузенькій обшивці навколо горловини, на передній гладенькій полі або по густому збиранню на грудях. Зазвичай плечовий одяг не закривав вишивку.
Пілки зшивали одна з одною простим швом, мережанням, спеціальними декоративними швами — «бокорками», «розшивками». Поділ сорочки підрублювали рубцем на «стіжку».
Додільні сорочки найчастіше мали рукав без уставки, пришитий до станка. Аби він був ширший, з його внутрішньої сторони вшивали прямокутник полотна завширшки 10-20 см. Рукав викінчували густо збираним вишитим «зап'ясником» і «фодрою», «фидрушами», оздобленими різними техніками вишивки і обметаними петельним швом по краю.
Сорочка могла мати густе «рямування» (збиранина «шита зайглю») навколо круглої горловини, яку ховали під вузеньку обшивку (ошийник, «шиник»).
Жіночі «довгані» мали розріз — «розпірку» — на спині. Він зав'язувався двома шнурками («ощінки», «щунки»), виплетеними з вовняної або бавовняної нитки.
Найпишніше орнаментували рукави. Залежно від характеру розміщення орнаменту і кольору вишивки сорочки долинянок Закарпаття мали спеціальні назви: «заспулниця» чи «заспульниця», «хрестата», «хрестата заспулниця», «мішана заспулниця», «рукави», «косиця», «білениця», «червонятка», «усядниця», «ромованка». Основними орнаментальними мотивами були «косички» (восьмикутні зірки), ромби, прямі та скісні хрести, квадрати, «кривулі» (ламані і хвилясті лінії). Основними техніками вишивки — «кучерявий стег», низина, вирізування, занизування, коса гладь, виколювання, стебнівка, хрестик. Переважаючі кольори у вишивці — білий, синій, темно-вишневий.
«Заспульницями», «усядницями» називали сорочки, у яких рукав був орнаментований великим прямокутником вишивки або ткання від плеча і до ліктя. Розміри цих прямокутників могли бути різні 16x28 см, 30x32 см, 30x35 см.
На початку XX століття прямокутник вишивки «заспульниці» почали ділити на 9-12 менших квадратів і вводити додаткові кольори. Утворені квадрати заповнювали квадратами, ромбами, «косицями». Пізніше поділ стає ще дрібнішим і багатобарвним. Сорочки-«заспульниці» з поліхромною вишивкою називають «мішаними заспульницями». «Заспульниці», вишиті хрестиком — «хрещатими заспульницями». Інколи замість прямокутника на рукаві вишивали хрест, кожен кінець якого закінчувався половинкою «косиці». Сорочки з такою вишивкою називали «косичастий хрест».
У будень носили сорочку «рукави», яка була орнаментована двома поперечними смугами на рукавах: вужчою на плечі і ширшою на рівні ліктя. Така сорочка могла бути і святковою. Тоді смуги були ширшими. У с. Шаян Хустського району до поперечних смуг додавали одну поздовжню з ромбів і «косиць».
Сорочки, вишиті вирізуванням та білою гладдю на рукавах та спереду, називали «білениця» і «ромованка». Таку сорочку вбирала наречена на весілля.
Ще один вид закарпатської сорочки — «косиця» — мав у верхній частині рукава вишитий великий ромб. До основного ромба могли додавати поперечну смугу або маленький ромб на рівні ліктя. Контур ромба міг бути вишитим вирізуванням і цією ж технікою або «кучерявим стегом» такий ромб ділили косим хрестом на чотири менші. Інший варіант контуру — густе вишиття «кучерявим стегом». У 1920-х—30-х роках вишивка сорочки-«косиці» стає поліхромною, ромб ділять на 9-20 дрібних квадратів, контурна смуга стає барвистою, утвореною безліччю дрібних елементів. У селах Синевир, Синевирська Поляна в такій сорочці ромб інколи не мав контурної смуги, його площу розділяв великий скісний хрест («смерічки») на менші ромби, які заповнювали різними завбільшки «косичками».
Більшість долинянських сорочок-«довгань» мають спереду під вузьким «ошийником» прямокутний вишитий елемент. На думку етнографки Євгенії Гайової, ця вишивка є не лише прикрасою, а й оберегом.

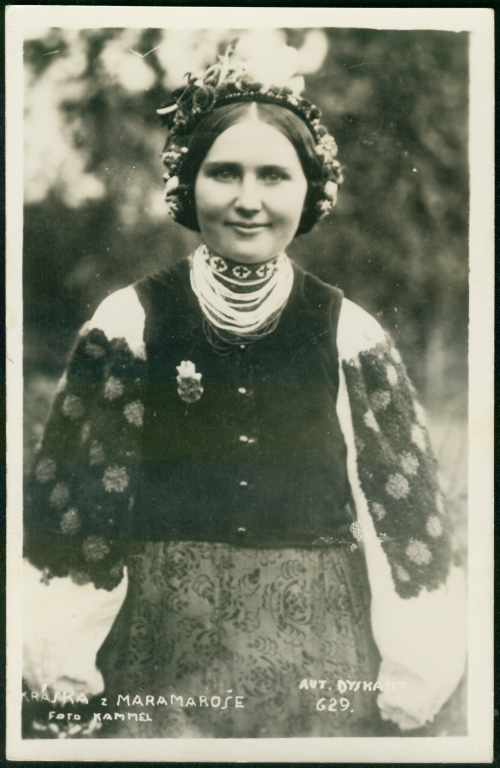
Сорочка

### Чоловічий одяг
Долиняни носили фільцові капелюхи з широкими полями, пояс носили ще ширший ніж верховинці, шуба була довжиною поза коліна, носили також чорні лейбики та вуйоші. Зимою на голові носили клепані або високі мохнаті кучми, а також сірі смушкові шапки. Влітку носили лляні широкі гачі, а взимку вузькі облягаючі шерстяні холошні. На Мармарощині чоловіки носили звичайні сорочки руського крою, але подолки, як міщани, заправляли в штани. Сорочки спереду мали рясування і були добірно вишиті. Сорочки були вишиті бавовною або шерстю на комірі, спереду, інколи був вишитий і поділ, також в деяким місцевостях (біля Ясіня) на плечових вставках. Сорочки защіпались синіми скляними ґудзиками. Чоловіки носили в більшості також чорні лейбики, а по лейбиках вуйоші. Зверху на вуйош одягали гуню з довгими рукавами (чорного, білого, сірого кольору) — без коміра, тільки обшиту біля шиї червоним сукном. Гуню ткали з шерсті таким способом, щоб з виворотньої сторони вона була гладка, а з лицевої залишали витягнуті нитки, подібно на овече руно. На Мармарощині такі гуні носили переважно білі і не нижче колін. По течії р. Боршиви такі гуні були чорні та немохнаті — петек. Гуню як правило носили накинутою, невдягаючи в рукави. Чоловіки частіше ніж жінки носили постоли і рідше чоботи з довгими халявами.

### Жіночий одяг
По сорочці носять полотняні або бавовняні подолки (спідниці), а по спідниці спереду плато (фартух). По неділях та святах дівчата носили червоні чоботи. На руках носять мосяжні перстені. Гуцульський кептарик заміняється в долинян на лейбик. Жінки носили лейбики, які були красиво розшиті зубчикими, стрічками, тасьмою. Багаті носили бунду — те ж, що і лейбик, але з червоної шкіри і прикрашений квітами, шнурівками, ґудзиками і обшитий хутром. Такі ж бунди носили ще давніше міщанки. Зверху носили вуйош — коротку білу куртку, обшиту синім сукном. На шиї носили пацьорки, мониста, силянки, гарди. Літом прикрашали голови барвінком або букетиками штучних квітів. На скронях носили прикраси, які звисали до плечей і були прикріплені до вінка. Всі дівчата на видані носили на голові вінці, сплетені з гірлянд у вигляні очіпка. Одружені жінки носили на голові невеликий чорний очіпок (чепак), прикрашений червоними стрічками та вишивкою. На ногах носили постоли, топанки (черевики), чоботи. На ногах жінки носили куплені чоботи, а також і черевики — топанки. На півночі носили ще постоли на волоках.

Русинка з Мармарощини 1803
Русин з Мармарощини 1803
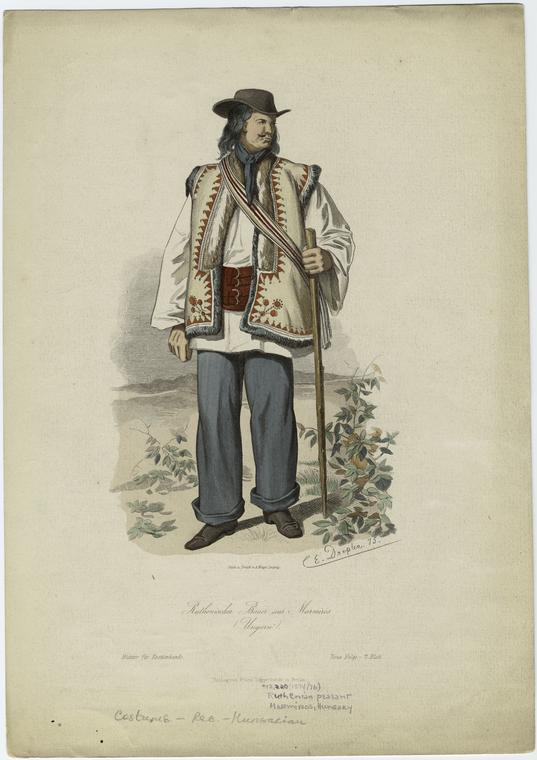
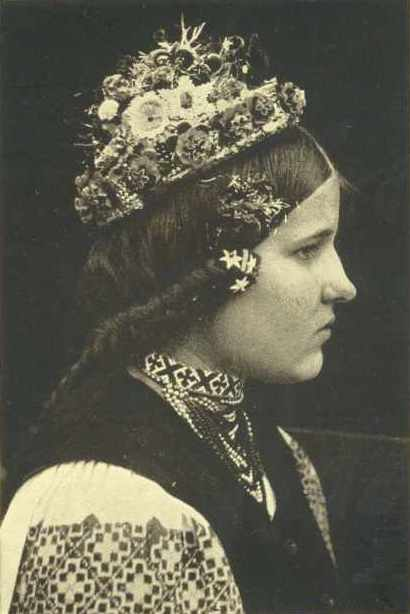
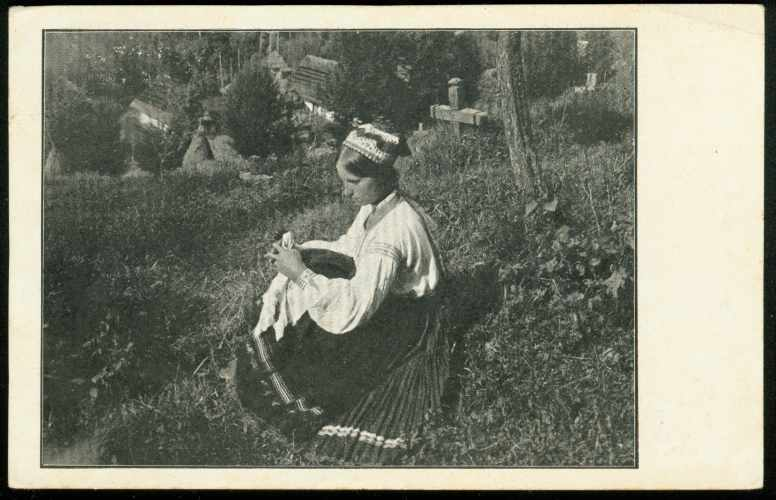

## Вбрання закарпатських лемків
Крайняни або лемки, які проживають у верхів'ях р. Латориця та р. Ондава мають майже той самий стрій, що і галицькі горняки — лемки з невеликими відмінами. Замість чуги з тороками тут носять білу сукону оторочену бунду або гуньку з широким коміром-вилогою і найчастіше з зашитими рукавами, які вживають замість торби. Такі бунди носять не одягаючи — наопашки. На ногах носять шкіряні бочкори або чоботи — шкірні. Жінки вдягнені майже так само, як і галицькі лемки. Вони носять корсети, кабатки і т. ін.

## Вбрання закарпатських бойків
Верховинці, які населяли верхів'я р. Латориці, Нодь-Ага, Ізи, особливо біля галицького кордону носили стрій подібний з галицькими верховинцями. Покрій сорочки був однаковим, її защіпали шпонкою або гарусною стрічкою, зверху одівали хутровий кожушок . Влітку чоловіки носили — гачі, а взимку білі холошні, вужчі ніж носили гуцули та з кантами по боках. По штанах носили широкі череси з пряжками, за які запихали, ніж, виделки і т. і. Через плече перевішували шкіряну торбу чи ташку оздоблену мідними ґудзиками. На ногах носили шкіряні бочкори, які завязували волоками. Верхнім одягом був білий або чорний сердак (гуня), гірського крою. Зверху носили чугу або чуганю без рукавів. Таку чугу ткали таким способом, шоб внутрішня сторона була гладкою, а зовнішня була з витягнутих мохрових ниток, які були подібні на руно вівці. Чуга була без коміра, вона була лише обшита червоним сукном і застібалася на велику шерстяну петлю та на великий вузол — гамбу, яка була замість ґудзика. Чуга була довжиною до колін, чорної чи сивої барви, рідше біла. Подібним способом ткали горці і синьо-біло-червоні коци, які іноді зимою одягали замість гуглі на плечі, перев'язавши шнурком на грудях. Інколи взимку носили кожух без рукавів — губу, яку шили без рукавів, та замість пелерини пришивали руно вівці з ратичками, хутром догори.
Жіночий стрій був подібний на стрій галицьких верховинок, але на нижньому підгір'ю жінки носили корсети та кольорові спідниці, хустки, як міщанки.

## Одяг закарпатських міщан
Крім простого народу, в Закарпатті проживало чимало русинів — міщан та дрібної шляхти. На їхній стрій мав вплив угорський стрій. Міщани чоловіки носили коротку сорочку — кошулю з широкими рукавами. Нижнім поясним одягом були обтислі, цифровані білі штани, що носились завжди заправлені в чорні чоботи — чижми. На голові чоловіки носили чорний низький капелюх з широкими закоченими полями. Плечовим одягом був цифрований долман (вишитий шнурком з петлями) і 48 дрібними ґудзиками, який шили з того ж сукна, що і штани. Інколи замість долмана носили кепеняк — вид угорської чемерки з багатьма ґудзиками та особливою вишивкою. Кепеняк чи долман могли бути опушені чорним каракулем або сивою овчиною, всередині вони були підбиті білою овчиною. Кепеняк носили через ліве плече, не одягаючи в рукава. Молоді хлопці (легіні) запихали в калап страусове пір'я. В будні дні чоловіки носили чорні юхтові чоботи, а в свята угорського крою сапянці.
Верхнім плечовим одягом була бунда — рід пальто з ворсистої купної тканини (баї). Бунда була обшита тесьмою на рукавах, спині на кругом. Бунду частіше носили наопашки. Зимою носили коротні, покриті сукном шуби без стану. Єдиним довгим одягом міщан була губа — короткий коричневий непокритий кожух з красивою вишивкою шовком по швах, рукавах та на полах. Така губа мала стоячий комір, від якого на плечі та на спину йшла велика хутрова пелерина. Губа була по поздовжніх швах оздоблена червоними та зеленими ремінцями з сап'янофої шкіри, на яких були петлі та ґудзики, щоб в разі негоди таку губу можна було підняти. Губа також носилася наопашки і застібалася під шиєю. В руках міщани носили оковану палицю з верхом у вигляді змії чи топірця — келев.
Міщанки носили коротку зі зборами біля шиї та на рукавах кошулю, з невеликим комірцем та зав'язкою. Поясним одягом міщанок була однобарвна, найчастіше темно-блакитної барви спідниця — кабатик і такий самий фартушок. Зверху по сорочці одягали яскравий корсет зі шнурівками. На шиї носили кілька ниток коралів. Вернім одягом був короткий до колін суконий кепеняк до стану — з коміром-пелериною та ґудзиками. Зимою жінки носили менту — коротку шубу, обшита тесьмою. На голові одружені жінки носили чепець або хустку. На ногах носили черевики з високими каблуками, напівчобітки або червоні угорські — чижми. Дівчата заплітали волосся в одну косу і пов'язували її стрічкою.

## Галерея

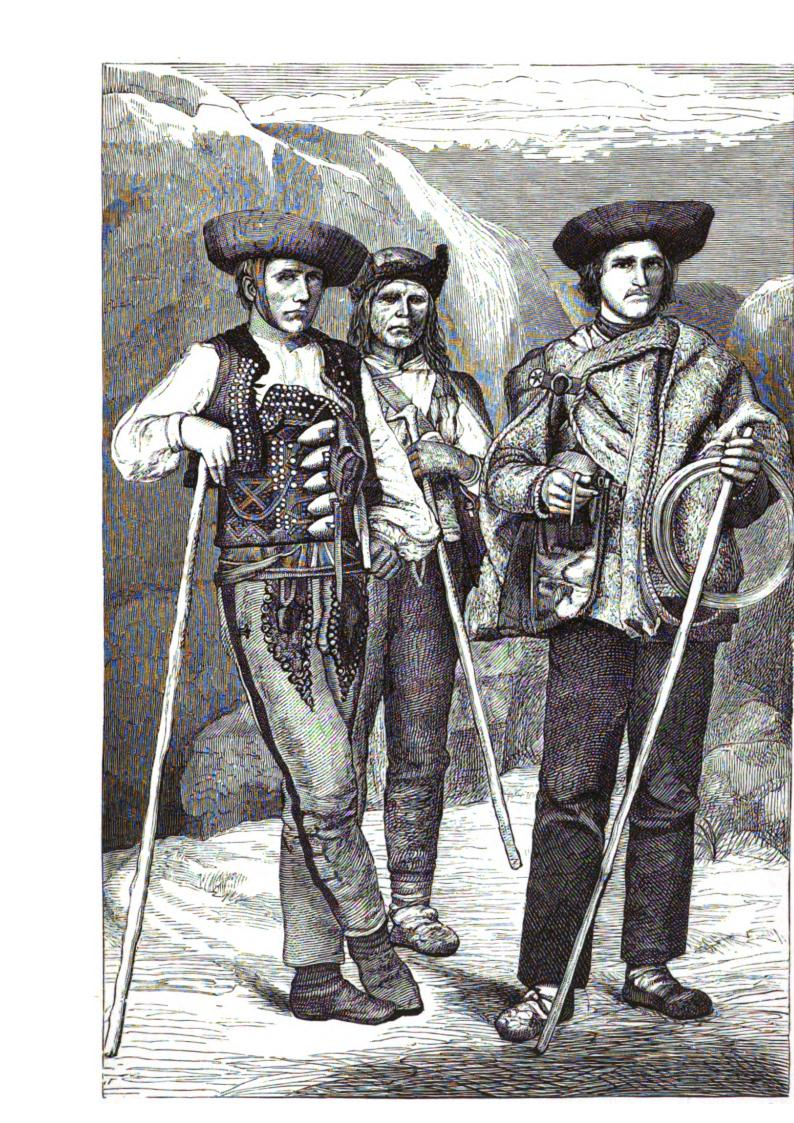
Гуралі-русини (спишаки) з с. Литманова
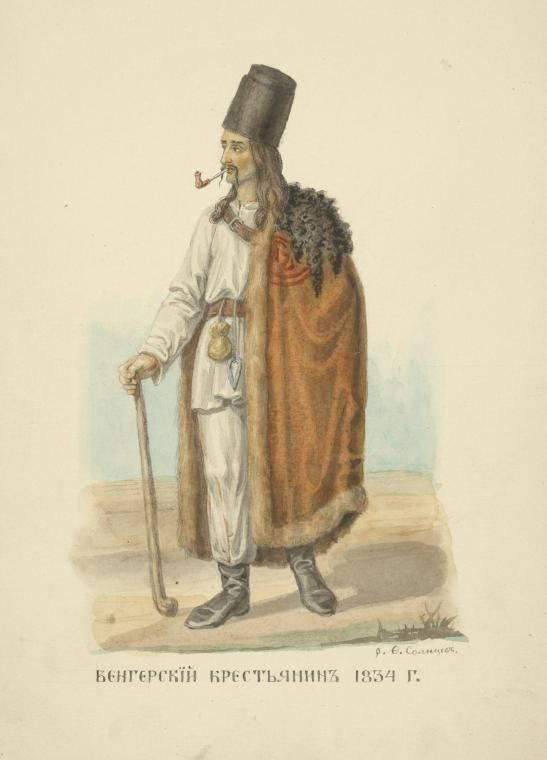
Шуба

Колекція народного одягу в Закарпатському краєзнавчому музеї
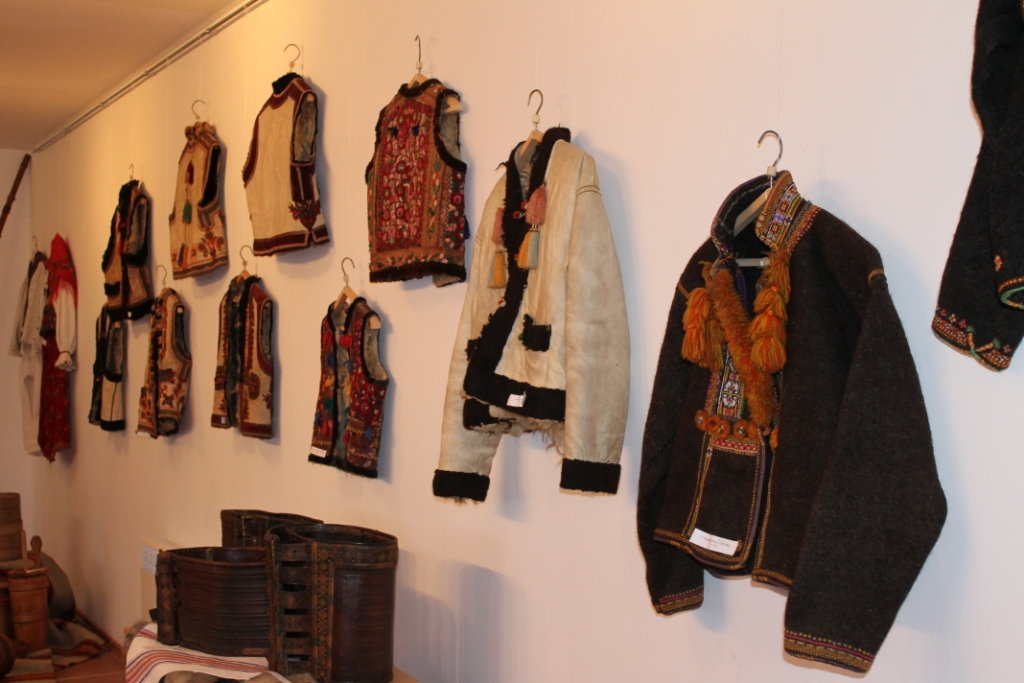
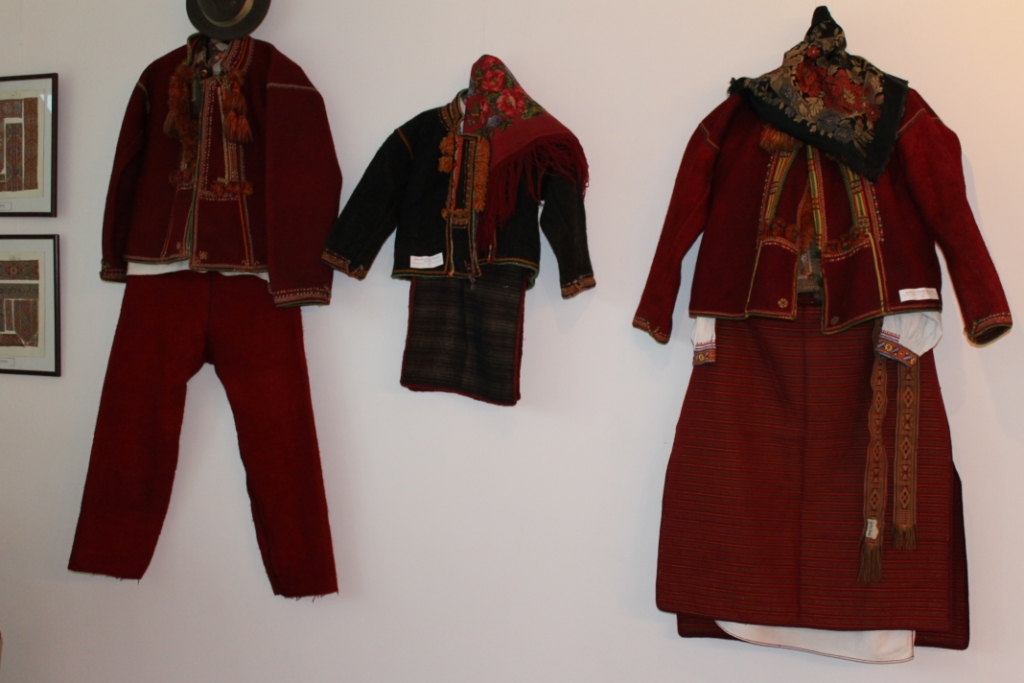
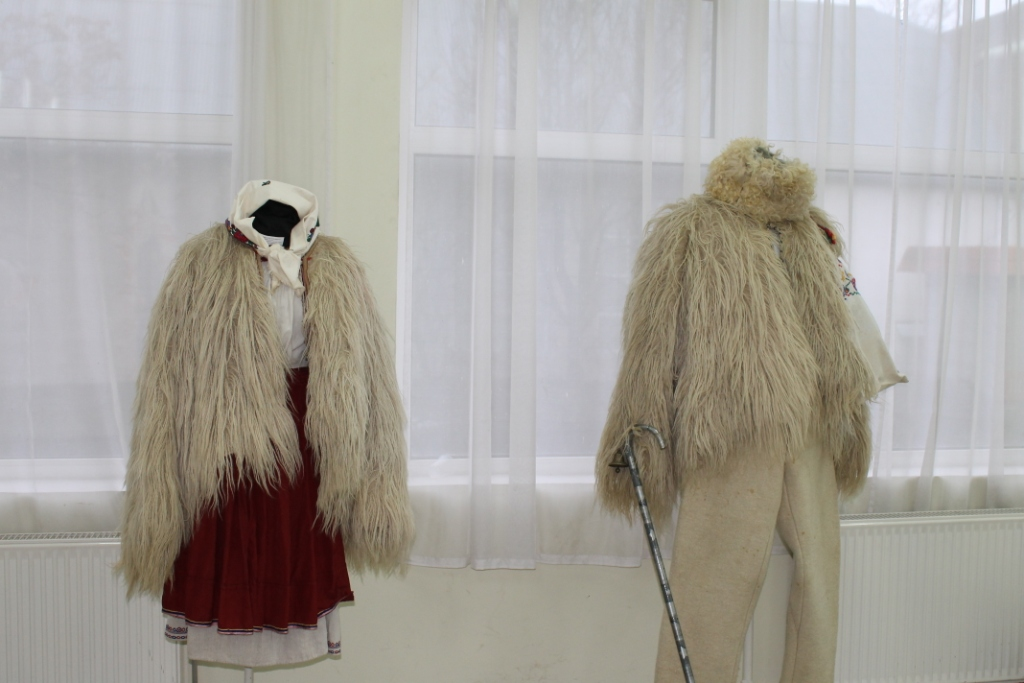
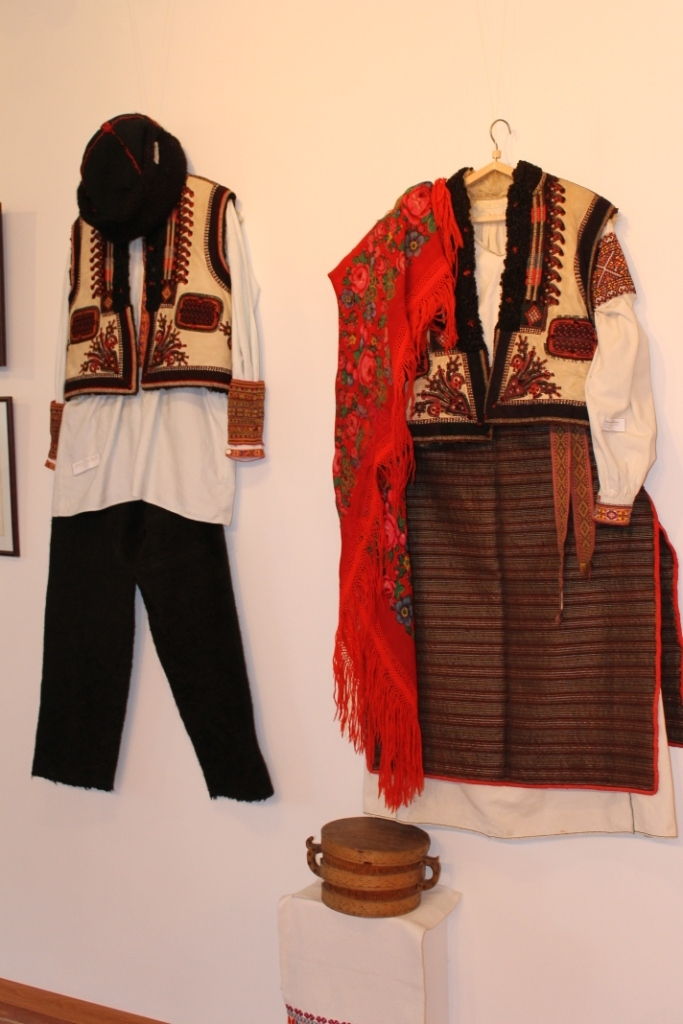